# 폴란드의 축구
폴란드에서 가장 인기 있는 스포츠는 축구이다. 400,000명이 넘는 폴란드인이 정기적으로 축구를 즐기고 있으며 27%는 가끔 축구를 즐기고 있으며 27%는 축구에 매우 관심이 있다. 최초의 프로 클럽은 1900년대 초에 창단되었으며, 폴란드 축구 국가대표팀은 1921년에 첫 국제 경기를 치렀다.
폴란드에는 수백 개의 프로 및 아마추어 축구 팀이 있으며, 1부 리그, 2부 리그, 3부 리그, 4부 리그의 4개 병행 디비전, 5부 리그의 20개 지역 병행 디비전과 다양한 하위 리그의 후원을 받는다. 이 외에 폴란드 컵과 폴란드 슈퍼컵 대회도 있다.

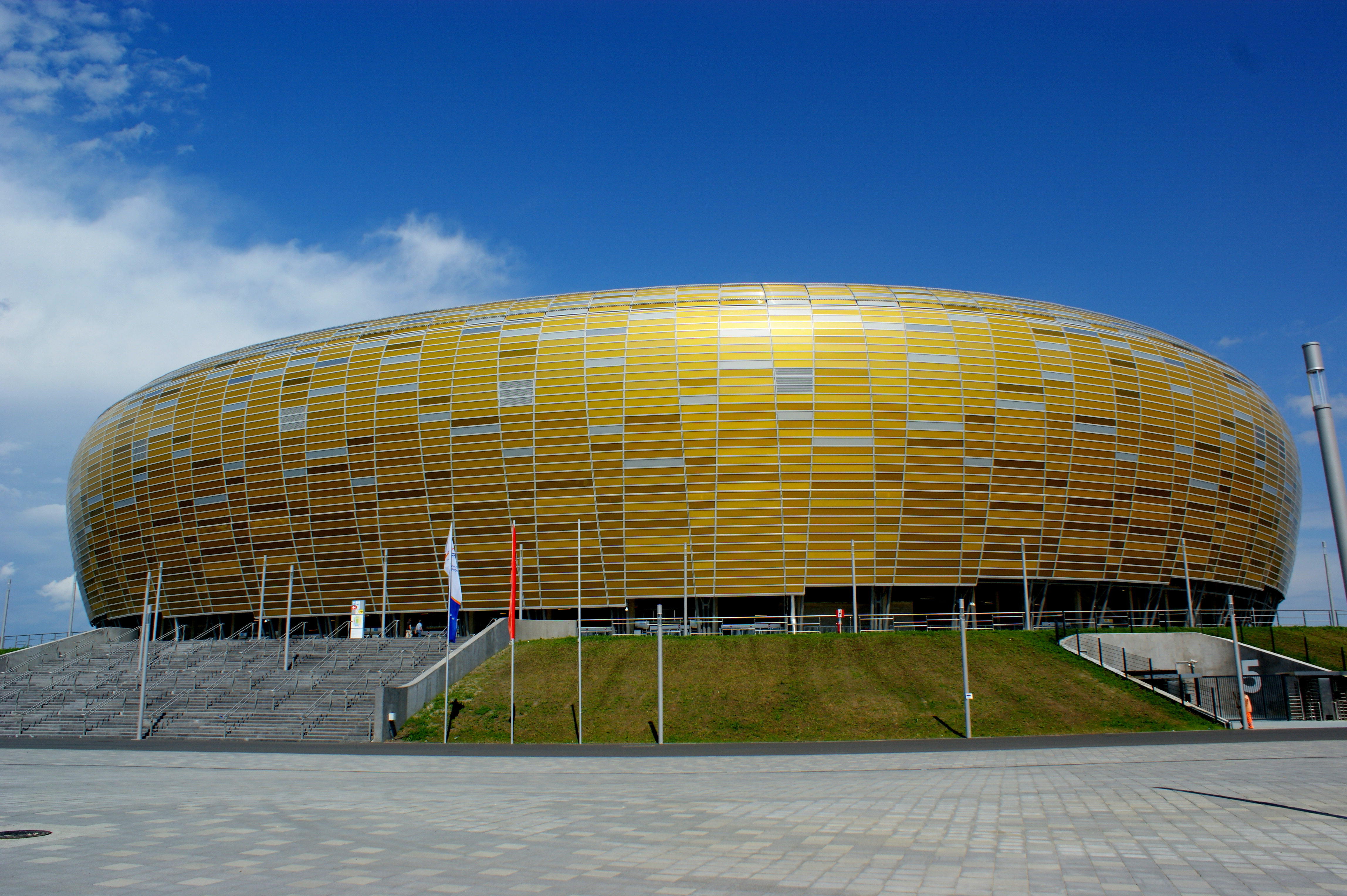
그단스크의 시립 스타디움

## 역사
폴란드 축구의 역사는 19세기 후반 새로운 스포츠의 인기가 높아지면서 시작되었다. 당시 폴란드는 분할되어 있었다. 따라서 폴란드 축구의 초기 수십 년은 오스트리아 축구의 역사와 1904년에 설립된 오스트리아 축구 협회 와 밀접하게 연관되어 있다.
최초의 폴란드 축구 클럽은 Lechia Lwów (1903), Czarni Lwów (1903), Pogoń Lwów (1904), KS Cracovia (1906) 및 Wisła Kraków (1906)였다. 폴란드 축구 연합 (Polski Związek Piłki Nożnej, PZPN)이라고 불리는 폴란드 국가 연맹은 1919년 12월 20일 크라쿠프 에서 31명의 대표가 에드워드 체트나로프스키를 초대 회장으로 선출하면서 창설되었다. PZPN은 1923년에 FIFA에 가입했고, 1955년에 UEFA에 가입했다.
다른 유럽 국가들과 마찬가지로, 축구는 19세기 후반 폴란드에 등장했다. 1888년 합스부르크 왕가의 궁정 의사이자 폴란드 스포츠의 선구자인 헨리크 요르단 교수가 크라쿠프의 블워니아 에 스포츠 공원을 열었다. 이곳은 그 도시의 파괴된 성벽을 둘러싼 넓은 열린 공간이었다. 이 공원은 1867년에 설립된 소콜 협회 와 함께 폴란드에서 스포츠와 건강한 생활을 장려하는 주요 중심지가 되었다. 야외에서 축구를 건강한 스포츠로 홍보하기 시작한 사람은 바로 요르단이었다. 일부 출처에서는 그가 1890년 브라운슈바이크를 여행하면서 폴란드에 최초의 축구공을 가져왔다고도 언급한다. 다른 출처 에서는 Edmund Cenar 박사를 첫 번째 공을 가져온 사람이자 Cambridge Rules 및 International Football Association Board 규정의 일부를 폴란드어 로 번역한 사람으로 언급한다.
1894년 7월 14일, 르비프에서 열린 제2회 소콜 잼버리 동안 르비프의 소콜 회원과 크라쿠프의 소콜 회원 사이에서 짧은 축구 경기가 열렸다. 불과 6분 동안 진행되었고, 인기를 끌 수 있는 스포츠라기보다는 호기심을 유발하는 놀이로 여겨졌다. 그럼에도 불구하고, 그것은 폴란드 역사상 최초로 기록된 축구 경기였다.  Włodzimierz Chomicki가 유일한 골을 넣은 후 Lwów 팀이 우승했다. 이는 폴란드 역사상 최초의 골로 기록되었다.
이 경기로 인해 폴란드에서 새로운 스포츠가 인기를 얻게 되었다. 처음에는 규칙과 규정이 매우 단순화되었고, 필드와 공의 크기도 크게 달랐다. 많은 교육 단체와 국가 당국의 반대에도 불구하고, 이 새로운 스포츠는 갈리시아의 다양한 체육관 학생들에게 엄청난 인기를 얻었다. 최초의 축구 팀이 결성되었고 1903~1904년에는 리비우에 위치한 4개의 체육관이 자체 스포츠 클럽을 결성했다. 4 소년 체육관은 나중에 포곤 리 비우(Pogoń Lwów) 로 이름을 바꾼 클럽을 결성했고, 1, 2 주립 학교의 학생들은 스와바 리비우(Sława Lwów) 클럽을 결성했고 나중에 차르니 리비우( Czarni Lwów) 로 이름을 바꾸었다. 같은 계절에 레키아 르보프 도 형성되었다. 어느 클럽이 먼저 만들어졌는지는 불확실한데, 처음에는 조직이 제대로 되어 있지 않았기 때문이다. 그러나 일반적으로 차르니 르보프가 최초의 폴란드 프로 축구팀으로 평가받는다. 그 다음 해, 이 스포츠의 인기는 근처의 제슈프 까지 퍼져 나갔고, 그곳에서 레조비아 제슈프가 결성되었으며, 독일 이 점령한 폴란드 지역에서는 1. FC Katowice 와 Warta Poznań이 결성되었다.
1906년 6월 6일, 리비우 청소년 대표단이 재경기를 위해 크라쿠프에 왔다. 이번에는 이미 조직된 두 팀, 차르니 팀과 IV 체육관 팀으로 구성되었다. 크라쿠프의 대표팀은 두 경기 모두에서 참패했다(각각 0-4, 0-2). 같은 여름, 버팔로 빌 와일드 웨스트 쇼는 크라쿠프의 블로니아에 캠프를 세웠는데, 그곳은 전통적인 놀이터 구역과 조던의 정원 바로 바깥이었다. 1906년 8월 5일, 크라쿠프에 있는 얀 소비에스키 체육관 팀은 버팔로 빌의 극단에 속한 영국과 미국 멤버들과 경기를 펼쳐 1-0으로 승리했다. 스타니스와프 셀리고프 스키가 넣은 유일한 골은 또한 폴란드 팀이 국제 대회에서 넣은 최초의 골이기도 했다. 이 성공으로 크라쿠프에서 축구가 대중화되었고 크라쿠프를 기반으로 하는 최초의 프로 축구팀인 KS Cracovia가 탄생했다. 이 팀은 처음에는 주로 Jan Sobieski Gymnasium의 학생들로 구성되었다. 그 해 가을에는 크라쿠프에 이미 16개 팀이 있었는데, 그 중에는 비스와 크라쿠프 도 있었다.(실제로 최초의 프로 축구 팀은 크라쿠프가 아니라 비스와 크라쿠프였다고 한다.) 1911년, 크라쿠프를 기반으로 갈리시아 폴란드 축구 연맹이 결성되었고 오스트리아 축구 협회에 가입했다. 이 노동조합은 수많은 팀의 탄생에 영감을 주었다.
1차 세계대전 이 발발한 후, 많은 갈리시아 축구 선수들이 슈트젤레츠 나 소콜 소속으로 활동했으며, 피우수트스키의 폴란드 군단에 합류했다. 오스트리아-헝가리 군대 와 함께 싸운 이 부대는 주로 러시아가 점령한 폴란드의 다양한 지역에서 전투를 벌였는데, 이를 계기로 폴란드의 다른 지역에서도 이 새로운 스포츠가 대중화되었다. 폴란드가 독립을 되찾은 후, 1919년 12월 21일에 폴란드 축구 협회 (PZPN)가 설립되었다. 에드바르드 첸트라로프스키 가 이끄는 이 클럽은 당시 존재하던 폴란드 축구 클럽의 대부분을 하나로 모았다. 폴란드-볼셰비키 전쟁으로 인해 리그는 결성되지 못했지만 1922년에 PZPN이 축구 규칙을 발표 했고 이듬해 FIFA에 가입했다. 1921년에 리그가 재개되었고 폴란드의 첫 챔피언은 KS 크라코비 아였고, 그 뒤를 이어 1922년, 1923년, 1925년, 1926년에 포곤 르보프가 우승했다 . 당시 폴란드는 완전한 독립국가였으므로 1921년에 폴란드 축구 국가대표팀이 창단되었다. 1921년 12월 18일 부다페스트 에서 헝가리를 상대로 첫 국제 경기를 치렀고 1-0으로 패배했다. 1922년 5월 28일 스톡홀름 에서 열린 세 번째 국제 경기에서 폴란드는 스웨덴을 2-1로 물리치고 첫 국제 승리를 거두었다.
2차 세계 대전 동안 점령된 폴란드 에서는 축구가 상당한 제한을 받았다.

## 여자축구
1979년에 폴란드 여자 축구 리그인 엑스트랄리가가 창립되었다.
폴란드 여자 축구 국가대표팀은 남자 대표팀과 달리 메이저 대회에 출전한 적이 없다. 하지만 2010년대 이후로는 메이저 대회 진출에 가까이 다가갔다.

## 폴란드 축구의 부패
2005년에 폴란드 당국은 폴란드 축구계의 광범위한 부패에 대한 조사를 시작했다.
2006년 7월, 폴란드 스포츠 장관은 PZPN(폴란드 축구 협회)이 부패와 싸우기 위한 적절한 조치를 취하지 못했다며 비판하고 이 조직에 대한 감사를 발표했다. 2007년 1월, PZPN 이사회 멤버 Wit Żelazko가 브로츠와프 경찰에 체포되었다. 그 후 얼마 지나지 않아 PZPN 위원회 전체가 스포츠부에 의해 정지되었다. 이러한 움직임은 축구 협회의 자율성 원칙이 매우 중요하다고 발표한 FIFA의 불만을 샀는다. 폴란드 스포츠부, 총리 Jarosław Kaczyński 및 대부분의 팬들은 부패와의 싸움이 더 중요하다고 생각했다. 그러나 FIFA가 제재를 위협했을 때 스포츠부는 물러나 PZPN 위원회를 복귀시키는 데 동의했다.
2008년 9월 폴란드 올림픽 위원회는 PZPN이 "[규정을] 지속적이고 노골적으로 위반했다"는 혐의가 있다고 밝히며 폴란드 중재 재판소에 PZPN의 관리를 두 번째로 중단해 줄 것을 요청했다. 이 요청은 승인되었고 Robert Zawłocki가 임시 관리자로 임명되었다. 그러나 FIFA는 폴란드 팀을 국제 대회에서 다시 한 번 정지시키겠다고 위협했다.
2009년 4월 15일, 심판, 감시원, 코치, 선수는 물론 PZPN의 일부 고위 공무원을 포함하여 체포자 총 수는 200명에 달했다. 2009년 4월 말까지 최상위 리그 경기를 주재할 수 있는 심판은 15명만 남았다.

## 월드컵
폴란드 축구 국가대표팀은 8번이나 결승전에 진출했으며, 마지막으로는 2018년 FIFA 월드컵 이었다.

### 결과
| Year               | Result          | Position        | GP              | W               | D*              | L               | GS              | GA              |
| ------------------ | --------------- | --------------- | --------------- | --------------- | --------------- | --------------- | --------------- | --------------- |
| 1930년 FIFA 월드컵 | did not enter   | did not enter   | did not enter   | did not enter   | did not enter   | did not enter   | did not enter   | did not enter   |
| 1934년 FIFA 월드컵 | did not enter   | did not enter   | did not enter   | did not enter   | did not enter   | did not enter   | did not enter   | did not enter   |
| 1938년 FIFA 월드컵 | Round 1         | 11th            | 1               | 0               | 0               | 1               | 5               | 6               |
| 1950년 FIFA 월드컵 | did not enter   | did not enter   | did not enter   | did not enter   | did not enter   | did not enter   | did not enter   | did not enter   |
| 1954년 FIFA 월드컵 | did not enter   | did not enter   | did not enter   | did not enter   | did not enter   | did not enter   | did not enter   | did not enter   |
| 1958년 FIFA 월드컵 | did not qualify | did not qualify | did not qualify | did not qualify | did not qualify | did not qualify | did not qualify | did not qualify |
| 1962년 FIFA 월드컵 | did not qualify | did not qualify | did not qualify | did not qualify | did not qualify | did not qualify | did not qualify | did not qualify |
| 1966년 FIFA 월드컵 | did not qualify | did not qualify | did not qualify | did not qualify | did not qualify | did not qualify | did not qualify | did not qualify |
| 1970년 FIFA 월드컵 | did not qualify | did not qualify | did not qualify | did not qualify | did not qualify | did not qualify | did not qualify | did not qualify |
| 1974년 FIFA 월드컵 | Third place     | 3rd             | 7               | 6               | 0               | 1               | 16              | 5               |
| 1978년 FIFA 월드컵 | 2차 그룹예선    | 5th             | 6               | 3               | 1               | 2               | 6               | 6               |
| 1982년 FIFA 월드컵 | Third place     | 3rd             | 7               | 3               | 3               | 1               | 11              | 5               |
| 1986년 FIFA 월드컵 | 16강            | 14th            | 4               | 1               | 1               | 2               | 1               | 7               |
| 1990년 FIFA 월드컵 | did not qualify | did not qualify | did not qualify | did not qualify | did not qualify | did not qualify | did not qualify | did not qualify |
| 1994년 FIFA 월드컵 | did not qualify | did not qualify | did not qualify | did not qualify | did not qualify | did not qualify | did not qualify | did not qualify |
| 1998년 FIFA 월드컵 | did not qualify | did not qualify | did not qualify | did not qualify | did not qualify | did not qualify | did not qualify | did not qualify |
| 2002년 FIFA 월드컵 | 조별예선        | 25th            | 3               | 1               | 0               | 2               | 3               | 7               |
| 2006년 FIFA 월드컵 | 조별예선        | 21st            | 3               | 1               | 0               | 2               | 2               | 4               |
| 2010년 FIFA 월드컵 | did not qualify | did not qualify | did not qualify | did not qualify | did not qualify | did not qualify | did not qualify | did not qualify |
| 2014년 FIFA 월드컵 | did not qualify | did not qualify | did not qualify | did not qualify | did not qualify | did not qualify | did not qualify | did not qualify |
| 2018년 FIFA 월드컵 | 조별예선        | 25th            | 3               | 1               | 0               | 2               | 2               | 5               |
| 2022년 FIFA 월드컵 | 16강            | 15th            | 4               | 1               | 1               | 2               | 3               | 5               |
| 2026년 FIFA 월드컵 |                 |                 |                 |                 |                 |                 |                 |                 |
| Total              | Third place     | 8/21            | 38              | 17              | 6               | 15              | 49              | 50              |

## 폴란드의 대형 축구 경기장
| # | Image | Stadium               | Capacity | Location | Home Team           | Opened |
| - | ----- | --------------------- | -------- | -------- | ------------------- | ------ |
| 1 |       | 바르샤바 국립경기장   | 58,580   | 바르샤바 | 폴란드              | 2012   |
| 2 |       | 실롱스키 경기장       | 55,211   | 호주프   | 폴란드              | 1956   |
| 3 |       | 브로츠와프 시립경기장 | 45,105   | 브로츠와 | 실롱스크 브로츠와프 | 2011   |
| 4 |       | 포즈난 시립경기장     | 42,837   | 포즈난   | 레흐 포즈난         | 1980   |
| 5 |       | 그단스크 경기장       | 41,620   | 그단스크 | 레히아 그단스크     | 2011   |

1. ↑  TGM Research. “TGM Global Euro Survey 2024 | Insights in Poland”. 《TGM Research》 (영국 영어). 2024년 6월 28일에 확인함.
2. ↑  Leszek Mazan (2006). “Buffalo Bill na Błoniach”. 《Polityka》 (폴란드어) 2544 (9): 82–84.
3. ↑  Zbigniew Chmielewski (2003). “Obok Czarnych znak Pogoni”. 《Polityka》 (폴란드어) 2414 (33).
4. ↑  Leszek Mazan (2006). “Buffalo Bill na Błoniach”. 《Polityka》 (폴란드어) 2544 (9): 82–84.
5. ↑  Francis Percy Addington; Rudolf Wacek (1922). 《Teorja piłki nożnej (football); praktyczny i teoretyczny przewodnik gry wraz z prawidłami Polskiego Związku Piłki Nożnej》 (폴란드어). Lwów: M. Bodek. 96쪽.
6. ↑  Sparre, Kirsten (2007년 1월 31일). “Poland sets fighting corruption higher than football interests”. 《Playthegame.org》. 2018년 6월 13일에 원본 문서에서 보존된 문서. 2009년 4월 15일에 확인함.
7. ↑  “Administrator taking over scandal-hit Polish federation”. 《AFP》. 2008년 9월 29일. 2011년 5월 20일에 원본 문서에서 보존된 문서. 2008년 9월 30일에 확인함.
8. ↑  “Dwie osoby zatrzymane w sprawie korupcji”. 《90minut.pl》 (폴란드어). 2009년 4월 15일. 2009년 4월 15일에 확인함.
9. ↑  Pakulniewicz, Michał (2007년 1월 22일). “Red card for PZPN”. 《Warsaw Business Journal》. 2011년 6월 5일에 원본 문서에서 보존된 문서. 2009년 4월 15일에 확인함.
10. ↑  Patryk Wasilewski and Gabriela Baczynska (2009년 4월 27일). “More arrests likely in Polish corruption probe”. 《Reuters》. 2009년 6월 19일에 원본 문서에서 보존된 문서. 2009년 4월 29일에 확인함.
11. ↑  “Stadion Narodowy w końcu otwarty” (폴란드어). 2021년 6월 15일에 확인함.
12. ↑  “Dokładnie 64 lata temu został otwarty Stadion Śląski w Chorzowie. Co wiecie o Kotle Czarownic?” (폴란드어). 2021년 6월 15일에 확인함.
13. ↑  “Stadion we Wrocławiu” (폴란드어). 2021년 6월 15일에 확인함.
14. ↑  “Historia stadionu” (폴란드어). 2023년 5월 28일에 원본 문서에서 보존된 문서. 2021년 6월 15일에 확인함.
15. ↑  “Teraz już Polsat Plus Arena Gdańsk. Nowy sponsor tytularny gdańskiego stadionu” (폴란드어). 2021년 6월 15일에 확인함.